# Nuncjatura Apostolska w Dominikanie
Nuncjatura Apostolska w Dominikanie – misja dyplomatyczna Stolicy Apostolskiej w Dominikanie. Siedziba nuncjusza apostolskiego mieści się w Santo Domingo.
Nuncjusz apostolski pełni tradycyjnie godność dziekana korpusu dyplomatycznego akredytowanego w Dominikanie od momentu przedstawienia listów uwierzytelniających.

## Historia
Delegatura Apostolska w Santo Domingo powstała w XIX wieku. W 1930 papież Pius XI podniósł ją do rangi nuncjatury, a w 1932 zmienił nazwę na obecną.
W latach 1930–1953 nuncjusze w Dominikanie pełnili funkcję nuncjusza również na Haiti.

## Szefowie misji dyplomatycznej Stolicy Apostolskiej w Dominikanie

### Delegaci apostolscy
- do 1874 brak danych
- abp Rocco Cocchia OFMCap (1875–1883) Włoch; także delegat apostolski Wenezueli
- abp Bernardino di Milia OFMCap (1884–1890) Włoch; także delegat apostolski Wenezueli i Haiti
- bp Spiridion-Salvatore-Costantino Buhadgiar (1890-1891) Grek; także delegat apostolski Wenezueli i Haiti
- abp Giulio Tonti (1892–1893) Włoch; także delegat apostolski Wenezueli i Haiti

### Nuncjusze apostolscy
- abp Giuseppe Fietta (1930–1936) Włoch
- abp Maurilio Silvani (1936–1942) Włoch
- abp Alfredo Pacini (1946–1949) Włoch
- abp Francesco Lardone (1949–1953) Włoch
- abp Salvatore Siino (1953–1959) Włoch
- abp Lino Zanini (1959–1961) Włoch
- abp Emanuele Clarizio (1961–1967) Włoch
- abp Antonio del Giudice (1967–1970) Włoch
- abp Luciano Storero (1970–1973) Włoch
- abp Giovanni Gravelli (1973–1981) Włoch
- abp Blasco Francisco Collaço (1982–1991) Hindus
- abp Fortunato Baldelli (1991–1994) Włoch
- abp François Bacqué (1994–2001) Francuz
- abp Timothy Broglio (2001–2007) Amerykanin
- abp Józef Wesołowski (2008–2013) Polak
- abp Jude Thaddeus Okolo (2013–2017) Nigeryjczyk
- abp Ghaleb Bader (2017–2023) Jordańczyk
- abp Piergiorgio Bertoldi (od 2023) Włoch